# Frans voetbalkampioenschap 1950/51
In 1950/51 werd het dertiende professionele voetbalkampioenschap georganiseerd in Frankrijk.

## Eindstand
| Plaats | Club                   | Ptn | Wed | W  | G  | V  | DV | DT | DS  | Opmerking                  |
| ------ | ---------------------- | --- | --- | -- | -- | -- | -- | -- | --- | -------------------------- |
| 1      | OGC Nice               | 41  | 34  | 18 | 5  | 11 | 73 | 46 | +27 | Kampioen                   |
| 2      | Lille OSC              | 41  | 34  | 17 | 7  | 10 | 57 | 43 | +14 |                            |
| 3      | Le Havre AC            | 40  | 34  | 18 | 4  | 12 | 59 | 43 | +16 |                            |
| 4      | Nîmes Olympique        | 40  | 34  | 16 | 8  | 10 | 64 | 53 | +11 |                            |
| 5      | Stade de Reims         | 40  | 34  | 15 | 10 | 9  | 61 | 50 | +11 |                            |
| 6      | Girondins de Bordeaux  | 37  | 34  | 14 | 9  | 11 | 58 | 49 | +9  |                            |
| 7      | AS Saint-Etienne       | 37  | 34  | 15 | 7  | 12 | 63 | 59 | +4  |                            |
| 8      | Olympique de Marseille | 36  | 34  | 11 | 14 | 9  | 60 | 46 | +14 |                            |
| 9      | RC Strasbourg          | 34  | 34  | 14 | 6  | 14 | 49 | 58 | -9  | (Winnaar Coupe de France)  |
| 10     | CO Roubaix-Tourcoing   | 32  | 34  | 12 | 8  | 14 | 55 | 53 | +2  |                            |
| 11     | FC Nancy               | 32  | 34  | 13 | 6  | 15 | 66 | 66 | 0   |                            |
| 12     | FC Sochaux-Montbéliard | 32  | 34  | 13 | 6  | 15 | 52 | 56 | -4  |                            |
| 13     | RC Paris               | 32  | 34  | 12 | 8  | 14 | 53 | 59 | -6  |                            |
| 14     | Stade Rennais UC       | 31  | 34  | 13 | 5  | 16 | 63 | 69 | -6  |                            |
| 15     | FC Sète                | 30  | 34  | 12 | 6  | 16 | 47 | 53 | -6  |                            |
| 16     | RC Lens                | 29  | 34  | 10 | 9  | 15 | 59 | 77 | -18 |                            |
| 17     | Toulouse FC            | 27  | 34  | 10 | 7  | 17 | 39 | 64 | -25 | Degradatie naar Division 2 |
| 18     | Stade Français FC      | 21  | 34  | 7  | 7  | 20 | 38 | 72 | -34 | Degradatie naar Division 2 |

(Overwinning:2 ptn, gelijk:1 pt, verlies:0 ptn)
 

## Topschutters
| Plaats | Speler                  | Nat.                                    | Club                  | Goals |
| ------ | ----------------------- | --------------------------------------- | --------------------- | ----- |
| 1      | Roger Piantoni          | Vlag van Frankrijk                      | FC Nancy              | 28    |
| 2      | Jean Courteaux          | Vlag van Frankrijk                      | OGC Nice              | 27    |
| 3      | Henri Baillot           | Vlag van Frankrijk                      | Girondins de Bordeaux | 22    |
| 4      | Michel Levandowski      | Vlag van Frankrijk · Vlag van Duitsland | RC Lens               | 21    |
| -      | Jean Grumellon          | Vlag van Frankrijk                      | Stade Rennais UC      | 21    |
| 6      | Jean Saunier            | ?                                       | Le Havre AC           | 20    |
| -      | Bram Appel              | Vlag van Nederland                      | Stade de Reims        | 20    |
| 8      | Jean Baratte            | Vlag van Frankrijk                      | Lille OSC             | 19    |
| 9      | Marcel Rouvière         | Vlag van Frankrijk                      | Nîmes Olympique       | 17    |
| 10     | Léon Deladerrière       | Vlag van Frankrijk                      | FC Nancy              | 15    |
| -      | Pär Bengtsson           | Vlag van Zweden                         | OGC Nice              | 15    |
| -      | Jean-Jacques Kretschmar | ?                                       | Roubaix-Tourcoing     | 15    |

1932/33 · 1933/34 · 1934/35 · 1935/36 · 1936/37 · 1937/38 · 1938/39 · 1939/40 · 1940/41 · 1941/42 · 1942/43 · 1943/44 · 1944/45 · 1945/46 · 1946/47 · 1947/48 · 1948/49 · 1949/50 · 1950/51 · 1951/52 · 1952/53 · 1953/54 · 1954/55 · 1955/56 · 1956/57 · 1957/58 · 1958/59 · 1959/60 · 1960/61 · 1961/62 · 1962/63 · 1963/64 · 1964/65 · 1965/66 · 1966/67 · 1967/68 · 1968/69 · 1969/70 · 1970/71 · 1971/72 · 1972/73 · 1973/74 · 1974/75 · 1975/76 · 1976/77 · 1977/78 · 1978/79 · 1979/80 · 1980/81 · 1981/82 · 1982/83 · 1983/84 · 1984/85 · 1985/86 · 1986/87 · 1987/88 · 1988/89 · 1989/90 · 1990/91 · 1991/92 · 1992/93 · 1993/94 · 1994/95 · 1995/96 · 1996/97 · 1997/98 · 1998/99 · 1999/00 · 2000/01 · 2001/02 · 2002/03 · 2003/04 · 2004/05 · 2005/06 · 2006/07 · 2007/08 · 2008/09 · 2009/10 · 2010/11 · 2011/12 · 2012/13 · 2013/14 · 2014/15 · 2015/16 · 2016/17 · 2017/18 · 2018/19 · 2019/20 · 2020/21 · 2021/22 · 2022/23 · 2023/24 · 2024/25